# Nadterečnyj rajon
Il Nadterečnyj rajon (in russo Надтеречный район?) è un municipal'nyj rajon della Repubblica Autonoma della Cecenia, in Russia.